# 銀河婦警伝説サファイア
『銀河婦警伝説サファイア』（ぎんがふけいでんせつサファイア）は、CAプロダクションが開発し1995年11月24日にハドソンから発売されたPCエンジンアーケードカードCD-ROM²用コンピュータゲームソフトである。ジャンルはシューティングゲーム。『銀河お嬢様伝説ユナ』の明貴美加がキャラクターデザインを担当している。

## 概要
元々は「ゲート オブ サンダー」「ウィンズ オブ サンダー」に続くサンダーシリーズ第三弾として開発されていたものだが、美少女路線が定着していたPCエンジン市場に合わせて急遽『ユナ』シリーズの流れを組む「銀河～伝説」の系譜とし、美少女キャラクターを主役とした。
アーケードカードによる18メガビットという容量を生かし、パターン取り込みすることで3DCGによるモーフィングオブジェクトを再現している。

## ストーリー
西暦2092年、人類は積年の夢であった反重力物質「ネメシス」の発見により、輸送・交通・建設などあらゆる分野が想像を遥かに超える飛躍を遂げた。更に人類はネメシスを特殊な方法で使用することで時間渡航「タイム・トラベル」が可能となった。政府は直ちに一般によるネメシスの特殊使用を禁じ、「時間渡航禁止法案」を定めた。しかし非合法での渡航犯罪は増える一方であり、遂に政府は「対時間渡航犯罪捜査局」を創設した。かくして対時間渡航犯罪捜査局に配属された4人の美少女たちと、巧妙な時空犯罪テロリストとの闘いが幕を開ける。
強力な兵器を保有する時空犯罪テロリスト「BJ」を追って、対時間渡航犯罪捜査局の若き婦警であるサファイア、シャルロット、ヘレナ、ジャスミンの4人はそれぞれの機体を駆り時空を駆け抜けてゆく。

## ゲーム内容

### 操作方法
- 方向キー
  - 戦闘機の移動。
- Iボタン
  - ボム。ボムを使用してからしばらくの間は無敵状態となる。通常2発まで使用可能。
- IIボタン
  - ショット。押し続けると連射となる。
- ランボタン
  - ポーズ
- セレクトボタン
  - 使用しない。

## 登場人物
プレイヤーキャラクターはサファイア、シャルロット、ヘレナ、ジャスミンの4人で、このうち1人を選んでゲームをプレイすることになる。髪の色が服や搭乗機体のイメージカラーとなっている。
サファイア・ホワイト
年齢：18歳 9月8日生まれ
身長：158cm
BWH：82・57・85(cm)
愛機：WILD BIRD (ワイルドバード)
本作の主人公。高い理想を追求しながらもそれに固執することなく常に現状を冷静に対処する。髪の色はブルー。
シャルロット・シフォン
年齢：16歳 12月24日生まれ
身長：150cm
BWH：83・55・81(cm)
愛機：PEREGRINE (ペレグリン)
話し言葉の影響から年齢よりも幼く見られることが多いが、時空戦闘機の操作能力はナンバー1。髪の色はピンク。
ヘレナ・エバンジェリン
年齢：20歳 2月12日生まれ
身長：167cm
BWH：90・61・93(cm)
愛機：NEO KITE (ネオ カイト)
メンバーの中で最もしおらしく、一番年上かつ真面目な性格からリーダー的存在となっている。髪の色はグリーン。
ジャスミン・ウィロン
年齢：18歳 7月10日生まれ
身長：165cm
BWH：88・58・90(cm)
愛機：IBIS (アイビス)
頭脳明晰だが、攻撃的な性格で男言葉を使う荒々しい一面もある。サファイアにライバル意識を持っている。髪の色はバイオレット（すみれ色）。

## アイテム
- パワーアップアイテム - 特定の敵を倒すと出現する。時間経過で種類が変化し、同じ種類を取り続けていくことで最大5段階にパワーアップする。またアイテムを取ることでオプションが2機つく。オプション機がついているときに攻撃をしないでおくと、エネルギーが溜まりIIボタンを押すことでオプションが敵を追尾する特殊攻撃が可能となる。
  - レッド - 前方集中型のショット。威力と運動能力が高い。
  - ブルー - レーザー系のショット。敵や背景を貫通できる。
  - グリーン - 広範囲型ショット。威力は高いが射程が短い。
- ボムアイテム - 特定の敵を倒すと出現する。取るごとにボムを1発使用できるようになる。

## 他機種版
| No.                                                       | タイトル                                             | 発売日        | 対応機種                                                    | 開発元                                               | 発売元   | メディア         | 型式      | 売上本数 |
| --------------------------------------------------------- | ---------------------------------------------------- | ------------- | ----------------------------------------------------------- | ---------------------------------------------------- | -------- | ---------------- | --------- | -------- |
| 1                                                         | PC Engine Best Collection 銀河お嬢様伝説コレクション | 2008年7月31日 | PlayStation Portable                                        | ハドソン、レッド・カンパニー、シーエイプロダクション | ハドソン | UMD              | ULJM05358 | -        |
| 『銀河お嬢様伝説ユナ』、『銀河お嬢様伝説ユナ2』と同時収録 |                                                      |               |                                                             |                                                      |          |                  |           |          |
| 2                                                         | 銀河婦警伝説サファイア                               | 2020年3月19日 | PCエンジン mini TurboGrafx-16 mini PC Engine CoreGrafx mini | ハドソン、レッド・カンパニー、シーエイプロダクション | KDE      | プリインストール | HTG-008   | -        |
|                                                           |                                                      |               |                                                             |                                                      |          |                  |           |          |